# Чингисхан (фильм, 2018)
«Чингисхан» (кит. упр. 战神纪, пиньинь Zhànshén jì, палл. Чжаньшэнь цзи, буквально: «Записки о боге войны») — китайский фильм в жанре фэнтези, снятый Жан-Жаком Анно и Хаси Чаолу. Первоначально релиз фильма в Китае был запланирован на 22 декабря 2017 года, однако впоследствии его перенесли на 28 апреля 2018 года, чтобы дать съёмочной группе больше времени для постпроизводственной работы. «Чингисхан» также стал заключительным фильмом на 8-м Пекинском международном кинофестивале.

## Сюжет
Тэмуджин (Уильям Чан) — сын монгольского вождя, в юном возрасте потерявший отца и воспитанный матерью. Став взрослым, Тэмуджин отправляется к племени унгиратов, чтобы жениться на возлюбленной детства — Бортэ (Лин Юнь). Однако по возвращении домой Тэмуджин попадает в ловушку, подстроенную его дядей Таргутаем (Чжао Лисинь), а Бортэ вскоре попадает в плен. Поддерживаемый названным братом Джамухой (Ли Гуанцзе) и стариком-шаманом, Тэмуджин отправляется в путь, чтобы вернуть Бортэ и спасти степь от надвигающейся угрозы. 

## В ролях
| Актёр                 | Роль                 |
| --------------------- | -------------------- |
| Уильям Чан            | Тэмуджин (Чингисхан) |
| Лин Юнь               | Бортэ                |
| Ху Цзюнь              | Кучуру               |
| Батдоржийн Баасанджав | Дэй-Сечен            |
| Чжао Лисинь           | Таргутай             |
| Ли Гуанцзе            | Джамуха              |
| Ту Мэн                | отец Джамухи         |
| Ни Дахонг             |                      |
| Чжан Синьи            |                      |
| Ли Шэндэ              |                      |
| Байин                 |                      |
| Ён Мэй                |                      |